# Паг
Паг (хорв. Pag, итал. Pago) — остров в Адриатическом море, принадлежащий Хорватии. Находится в центральной Далмации.

## Общие сведения

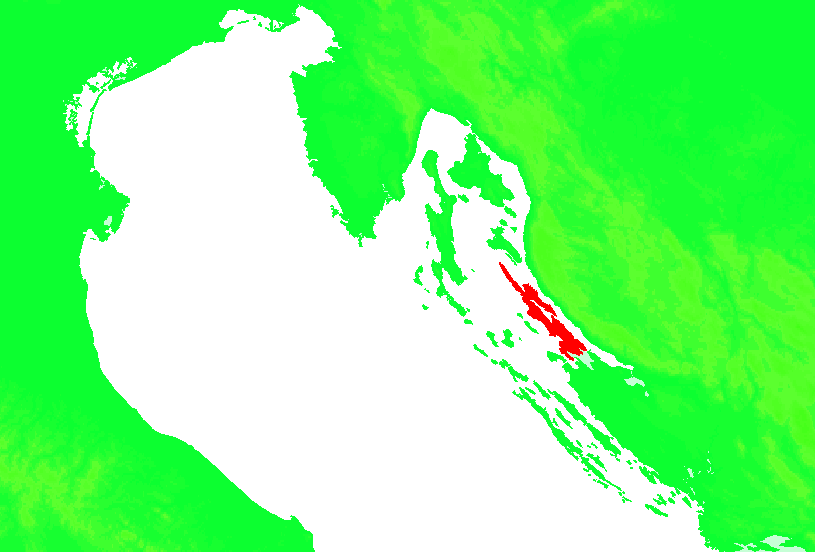
Карта острова Паг

Площадь острова — 284,56 км², длина береговой линии — 269,2 км. Длина Пага — около 60 км, ширина колеблется от 2 до 10 км. Как и большинство островов северной и центральной Далмации Паг сильно вытянут в направлении с северо-запада на юго-восток. По площади остров занимает пятое место среди островов Хорватии.
Население острова на 2021 год составляло 8215 человек, по этому показателю остров занимает шестое место среди островов Хорватии. На острове только два города — Новалья с населением 2078 человек в северной части острова и Паг с населением 2701 человек — в центральной. Остальные жители острова проживают во многочисленных деревнях. Южная часть острова отделена от материка узким проливом, через который переброшен мост. Паг — единственный из островов Хорватии, административно разделённый между двумя жупаниями. Северная часть острова принадлежит Лицко-Сеньской жупании, южная — Задарской.

## История
Название «Паг» впервые упомянуто в X веке. В 976 году хорватский король Степан Држислав отвоевал остров у Византии. В 1244 году хорватско-венгерский король Бела IV дал городу Паг статус свободного королевского города. В войнах за Задар между Венецией и венгерско-хорватским королевством в XIV веке Паг сильно пострадал.
В 1403 году остров был продан королём Ладиславом венецианцам, которым и принадлежал вплоть до падения Венецианской республики в конце XVIII века. В XV веке, ввиду растущей угрозы турецких набегов, жители города Паг решили построить новый город в нескольких километрах от старого. Возведение города шло по чертежам знаменитого архитектора и скульптора Юрая Далматинца.
По окончании наполеоновских войн в 1815 году остров Паг вместе с далматинским побережьем отошёл Австрии.
В 1918—1921 годах остров оккупировали итальянцы, после Первой мировой войны он стал частью Югославии.
В апреле 1941 года остров был оккупирован итальянскими войсками, после чего на нём были организованы два концентрационных лагеря: лагерь «Слана» для мужчин и лагерь «Метайна» для женщин, в которых было умерщвлено большое количество сербов и евреев.
1 ноября 1944 года у острова с немецкими охотниками за подводными лодками UJ-202 и UJ-209 вступили в бой британские эсминцы «Уитленд» и «Эйвон Вэйл». Оба немецких корабля были потоплены благодаря вовремя поступившим разведданным от югославских партизан.
Во время гражданской войны в 1991 году, вспыхнувшей за провозглашением независимости Хорватии, остров Паг был единственным путём, связывающим северную и южную Хорватию; по нему осуществлялись поставки грузов в обход контролировавшегося сербами побережья.

## Экономика

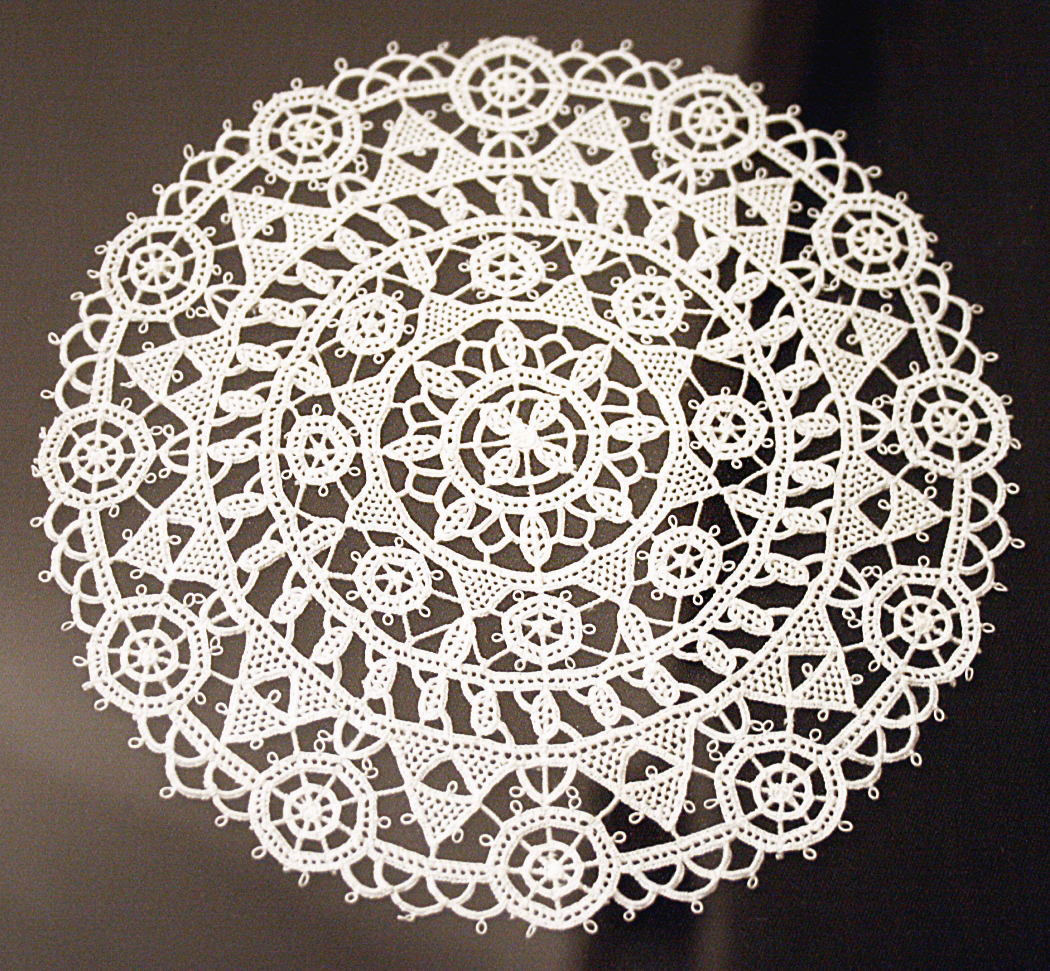
Пажское кружево

Население, как и на других островах Далмации занято туристическим обслуживанием, рыболовством, сельским хозяйством. Особыми сферами деятельности жителей Пага являются соледобыча, производство пажского сыра и пажских кружев.
Главное направление в сельском хозяйстве острова не виноградарство, как на многих других островах, а разведение овец. Традиции овцеводства на острове древние и восходят корнями к античности. Сейчас на острове содержится около 40 000 овец.
Солеварение также издревле было одним из главным занятий пажцев. Годовая добыча соли на острове составляет 33 000 тонн, то есть более 2/3 от общего количества соли, добываемого в Хорватии.
Производство пажского сыра (твёрдого сыра из овечьего молока с добавлением оливкового масла) и пажских кружев также приносит значительную часть доходов острова.
Количество туристов, посещающих остров, хотя и уступает числу туристов на Браче или Хваре, но в последние годы неуклонно растёт.

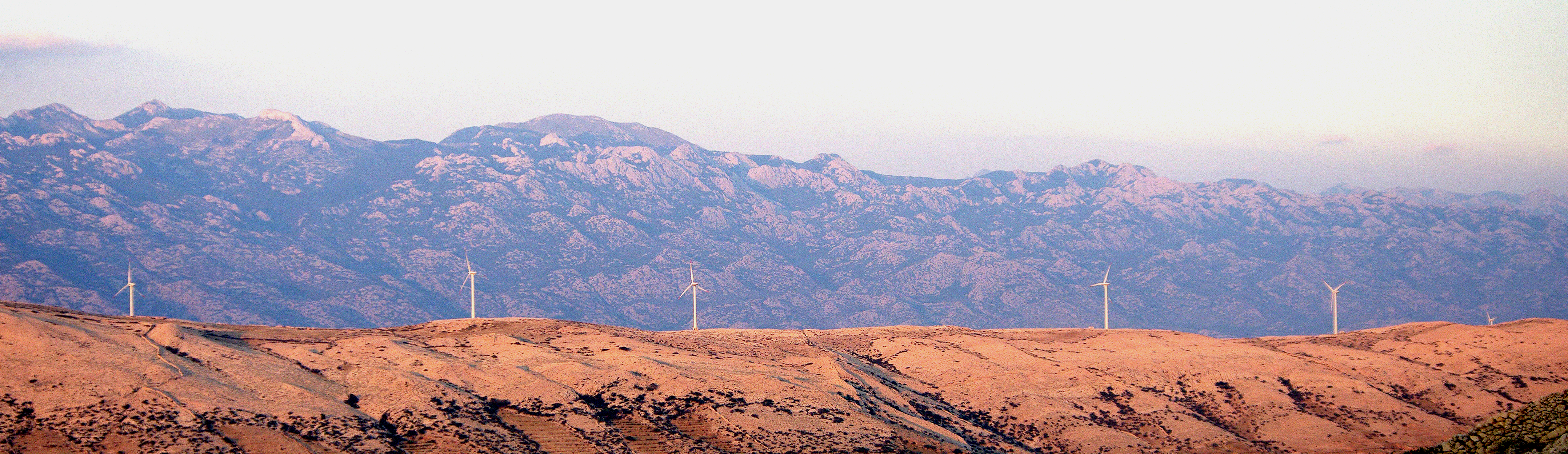
Шесть из семи турбин пажской электростанции

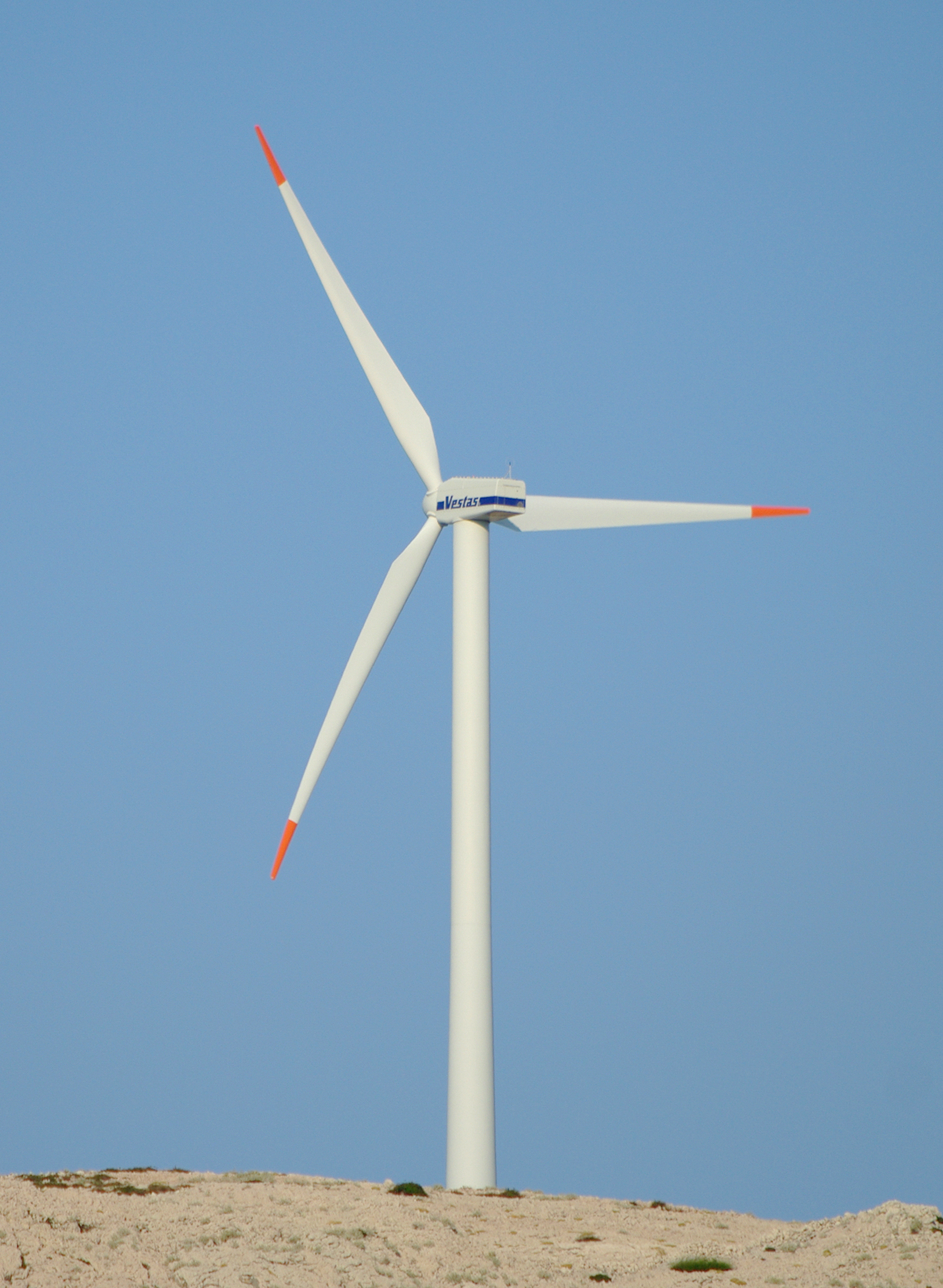
Турбина Vestas V52 пажской электростанции

На Паге, к северо-востоку от города Паг, с 2004 года функционирует первая ветряная электростанция Хорватии «Vjetroelektrana Ravna 1» мощностью 5,95 МВт. Станция включает в себя семь ветровых турбин Vestas V52. Электростанция часто становится причиной гибели летучих мышей, в большом количестве обитающих на острове.

## Транспорт
Остров связан с материком паромной переправой Призна—Жиглен протяжённостью около трёх километров в северной части острова и автомобильным мостом на юго-западе. Остров имеет довольно развитую систему автомобильных дорог. Платные автомагистрали отсутствуют, железных дорог и авиационных терминалов также нет.